# HD 97428
HD 97428，又名BD-20 3374，SAO 179638、HR 4348，是一颗恒星，视星等为6.4，位于銀經274.41，銀緯35.59，其B1900.0坐标为赤經11h 7m 38.7s，赤緯-21° 35.59′ 21″。